# Ceiba

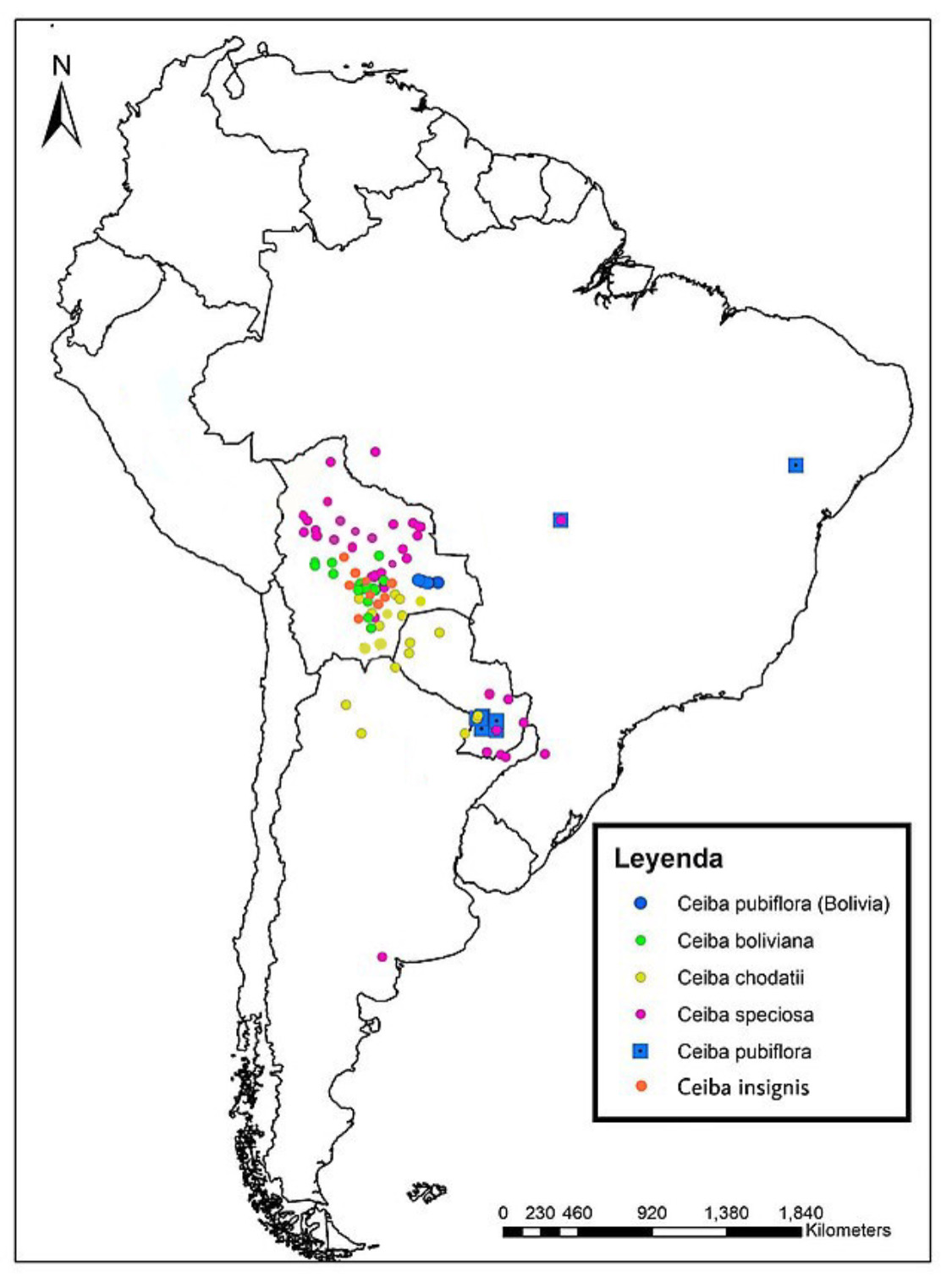

Ceiba é um gênero de plantas pertencente à família Malvaceae, inclui espécies antes classificadas como Chorisia.
O gênero inclui muitas espécies de árvores grandes encontradas em áreas neotropicais: México, América Central e do Sul, Bahamas, Belize, nas Caraíbas, e também na África Ocidental e Sudeste da Ásia.

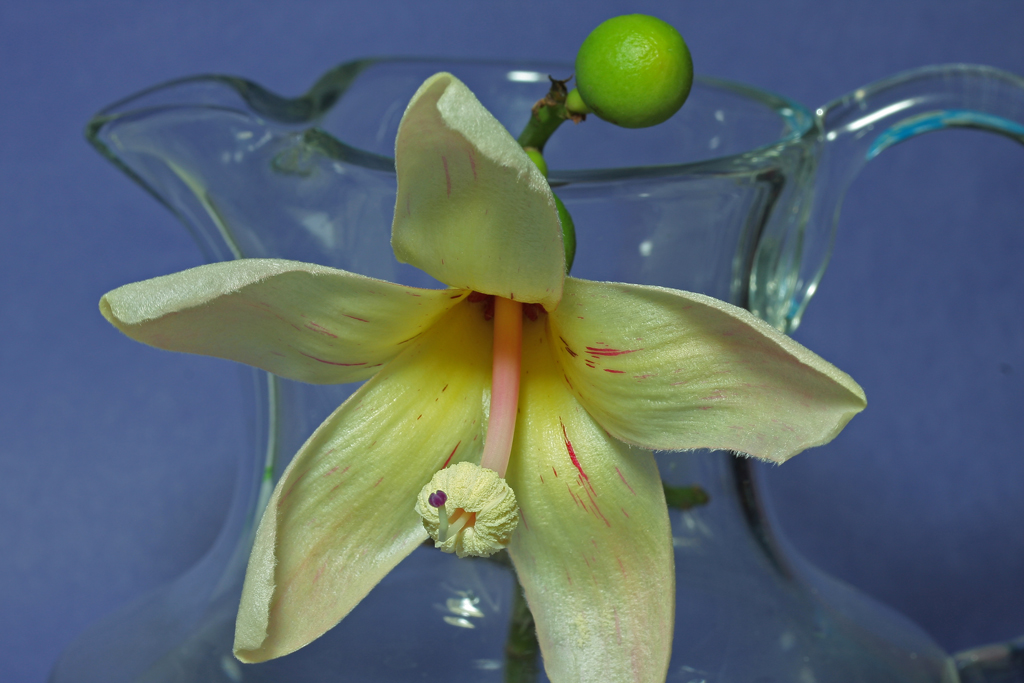
Ceiba speciosa X C. insignis, a Huntington seedling flower, San Marino, Califórnia.

Algumas espécies podem crescer até 70 metros de altura ou mais. A mais conhecida e mais amplamente cultivada é a Ceiba speciosa; a espécie maior é a kapok (sumaúma), Ceiba pentandra (L.) Gaertn., descrita em 1791 e que deu nome ao gênero.

## Espécies
- Ceiba aesculifolia (Kunth) Britten & Baker f., 1896
- Ceiba boliviana Britten & Baker f., 1896
- Ceiba caribaea
- Ceiba chodatii (Hassl.) Ravenna, 1998
- Ceiba crispiflora (Kunth) Ravenna, 1998
- Ceiba erianthos (Cav.) K. Schum., 1886
- Ceiba glaziovii (Kuntze) K. Schum., 1900
- Ceiba insignis (Kunth) P.E. Gibbs & Semir, 1988
- Ceiba jasminodora (A. St.-Hil.) K. Schum., 1886
- Ceiba lupuna P.E. Gibbs & Semir, 2003
- Ceiba mandonii Britten & Baker f., 1896
- Ceiba mythica Ravenna, 1998
- Ceiba pendrandra Gaertner
- Ceiba pentandra (L.) Gaertn., 1791: mafumeira, kapok
- Ceiba phaeosanthum K. Schum.
- Ceiba pubiflora (A. St.-Hil.) K. Schum., 1886
- Ceiba pubiflorum K. Schum.
- Ceiba samauma (Mart.) K. Schum., 1886
- Ceiba samiiia K. Schum.
- Ceiba schottii Britten & Baker f. J., 1896
- Ceiba soluta (Donn. Sm.) Ravenna, 1998
- Ceiba speciosa (A. St.-Hil.) Ravenna, 1998: paineira
- Ceiba thonningii A. Chev., 1937
- Ceiba trichistandra (A. Gray) Bakh., 1924
- Ceiba ventricosa (Nees & Mart.) Ravenna